# C21H20O4
化学式C21H20O4（摩尔质量：336.387 g/mol）可能指：
- Gastrol，PubChem CID：636636
- 丹参醇A，CAS号：189308-08-5
- 脱水羌活酚，CAS号：88206-51-3

|  | 这个同类索引页列出了具有相同分子式的化学物（即同分異構體）条目。 除非您是有意链接至本页，否则应将相应条目的内部链接指向正确的条目。 |